# Sarcinodochium heterosporum
Sarcinodochium heterosporum är en svampart som beskrevs av Höhn. 1905. Sarcinodochium heterosporum ingår i släktet Sarcinodochium, divisionen sporsäcksvampar och riket svampar.   Inga underarter finns listade i Catalogue of Life.